# Bimota

Logo de Bimota

Bimota es una compañía italiana fundada en 1973 en Rímini. El nombre es un acrónimo de los apellidos de los tres fundadores, Valerio Bianchi, Giuseppe Morri y Massimo Tamburini (BIanchi MOrri TAmburini). Tamburini es un diseñador de motocicletas que ha trabajado también para Cagiva, Ducati y MV Agusta.

## Historia
Tomando motores italianos y japoneses y creando sus propios chasis, Bimota creaba cortas series de motos construidas artesanalmente, con excelente comportamiento en la parte ciclo y una elevada fiabilidad y potencia en sus motores.
La denominación de los modelos de Bimota sigue un patrón muy simple, dos letras y un número. La segunda letra siempre es una B, de Bimota, mientras que la primera cambia según el origen del motor empleado, así que puede ser B de BMW, D de Ducati, G de Gilera, H de Honda, K de Kawasaki, S de Suzuki o Y de Yamaha. Por último, el número indica la cantidad de modelos que han sido creados usando esa combinación. Por ejemplo, una Bimota SB6 de 1994 empleaba un motor Suzuki, y era la sexta vez que se empleaba un motor de esa marca en un chasis Bimota.
Excepciones a esta norma son los modelos Tesi, que emplean siempre una suspensión delantera alternativa, la V Due, única moto creada íntegramente por Bimota, tanto su chasis como su motor y la BX450, derivada directamente del modelo KX450 de Kawasaki. Por último, al emplear motores Harley-Davidson es necesario usar dos letras en lugar de una (HD), para distinguir de la nomenclatura referida a motores Honda, con lo que la B de Bimota pasa de ser la segunda a la tercera letra.

## Modelos
- Motor Bimota: V-Due
- Motor BMW: BB1, BB2, BB3
- Motor Ducati:	666 LE • DB1 • DB2 • DB3 Mantra • DB4 • DB5 • DB6 • DB7 • DB8 • Drako • Tesi
- Motor Gilera:	GB1
- Motor Harley-Davidson: HDB1 • HDB2 • HDB3
- Motor Honda: HB1 • HB2 • HB3 • HB4
- Motor Kawasaki: KB1 • KB2 • KB3 • KB4 • Tesi H2
- Motor Suzuki:	SB1 • SB2 • SB3 • SB4 • SB5 • SB6 • SB7 • SB8
- Motor Yamaha: YB1 • YB2 • YB3 • YB4 • YB5 • YB6 • YB7 • YB8 • YB9 • YB10 • YB11

### Modelos en producción en el año 2024
- Bimota Tera
- Bimota Tesi H2
- Bimota KB4
- Bimota BX450

Fuente: Bimota S.P.A.